# Kalekovets
Kalekovets (bulgariska: Калековец) är ett distrikt i Bulgarien.   Det ligger i kommunen obsjtina Maritsa och regionen Plovdiv, i den centrala delen av landet, 130 km öster om huvudstaden Sofia.
Trakten runt Kalekovets består till största delen av jordbruksmark. Runt Kalekovets är det ganska tätbefolkat, med 185 invånare per kvadratkilometer.